# Локхарт, Роб
Генерал сэр Роб Макгрегор Макдональд Локхарт (23 июня 1893, Бейт, Норт-Эршир, Шотландия, Великобритания — 11 сентября 1981, Кент, Англия, Великобритания) — старший офицер британской армии времён Второй мировой войны, первый главнокомандующий Сухопутными войсками Индии с 15 августа по 31 декабря 1947 года. В отставке — член Ассоциации скаутов.

## Военная карьера
Роб Локхарт родился 23 июня 1893 года в городе Бейт на территории шотландского округа Норт-Эршир и получил своё образование в Королевском военном училище города Сандхерста. 22 января 1913 года он был зачислен в Сухопутные войска Индии в качестве второго лейтенанта. 8 марта 1914 года Локхарт вступил в 51-й сикхский полк пограничных войск и во время Первой мировой войны служил в Египте, Адене и Месопотамии. 22 апреля 1915 года Локхарт был повышен до звания лейтенанта, 13 апреля 1916 года — до исполняющего обязанности капитана, а 22 января 1917 года до постоянного звания капитана. 1 января 1918 года Роб Локхарт был награждён Военным крестом Великобритании.
С 1926 по 1927 год Локхарт обучался в Штабном колледже в Кемберли. 22 января 1931 года он получил звание майора, а 1 января 1933 года был произведён в подполковники  и назначен военным атташе в Королевстве Афганистан с 10 марта 1934 года по 1 декабря 1935 года. 8 ноября 1936 года Робу Локхарту было присвоено звание лейтенант-полковника, и он получил командование 1-м батальоном 12-го полка пограничных войск. 1 февраля 1939 года он был произведён в полковники (со старшинством с 1 января 1936 года) и назначен заместителем директора по персоналу в Министерстве по делам Индии с 1 февраля по 19 декабря 1939 года.
20 декабря 1939 года Роб Локхарт был назначен временным бригадным генералом. Он служил во время Второй мировой войны начальником штаба в Министерстве по делам Индии с 20 декабря 1939 года по 14 декабря 1941 года, когда он стал военным секретарем Министерства по делам Индии — должность, занимаемую им до 9 июля 1943 года. 28 апреля 1941 года ему было присвоено звание исполняющего обязанности генерал-майора, 28 апреля 1942 года — временное звание генерал-майора, а 24 октября 1942 года — постоянное звание генерал-майора. 15 апреля 1945 года Локхарту было присвоено звание исполняющего обязанности генерал-лейтенанта, в том же году он был назначен командующим генерал-офицером Южного командования Индии. 23 ноября 1945 года ему было присвоено постоянное звание генерал-лейтенанта (со старшинством с 3 апреля 1944 года). 19 июня 1947 года Локхарт был назначен исполняющим обязанности губернатора Северо-Западной пограничной провинции Британской Индии.
15 августа 1947 года, в день, когда Британская Индия была разделена на два независимых доминиона, Роб Локхарт был назначен главнокомандующим Сухопутными войсками Индии в звании исполняющего обязанности генерала. Он был произведён в генералы 1 сентября 1947 года (со старшинством с 1 июля 1945 года). 1 октября 1948 года Локхарт вышел в отставку, но отозвал её и вернулся в британскую армию в качестве оперативного директора во время войны в Малайе между 1951 и 1952 годами.
С 1951 по 1961 год Роб Локхарт являлся заместителем главного скаута в Ассоциации скаутов. Помимо этого, он служил во Всемирном скаутском комитете Всемирной организации скаутского движения с 1953 по 1959 год, а в 1961 году был награждён премией «Бронзовый волк».

## Личная жизнь
2 сентября 1918 года в Массури Локхарт женился на Маргарет Эми Кэмпбелл — дочери Роберта Нила Кэмпбелла. Их дочь Мэри Мавора Локхарт родилась в 1919 году, а сын — Норман Нил Кэмпбелл Локхарт, родился в 1925 году. Сын Локхарта был назван в честь его любимого брата — Нормана Дугласа Брюса Локхарта, убитого в битве при Лоосе в 1915 году. Помимо этого, у Локхарта было ещё две дочери — Элизабет Уинифред, которая вышла замуж за майора валлийской гвардии Э. П. Вудса, и Филлис Маргарет, которая вышла замуж за Джеймса Макни Уайта, служившего в королевском военно-морском флоте Великобритании.
Локхарт скончался 11 сентября 1981 года, оставив после себя имущество стоимостью 4504 фунта стерлингов. Он скончался в Доме престарелых «Гейнсборо» в городе Ройал-Танбридж-Уэлс на территории английского округа Кент.